# Lingga Raja II
Lingga Raja II is een bestuurslaag in het regentschap Dairi van de provincie Noord-Sumatra, Indonesië. Lingga Raja II telt 1675 inwoners (volkstelling 2010).